# LIC ITF Women's Tennis Championships 2012
Il LIC ITF Women's Tennis Championships 2012 è stato un torneo di tennis facente parte della categoria ITF Women's Circuit nell'ambito dell'ITF Women's Circuit 2012. Il torneo si è giocato a Pune in India dal 24 al 30 dicembre 2012 su campi in cemento e aveva un montepremi di 25 000 $.

## Vincitrici

### Singolare
Tadeja Majerič ha battuto in finale  Başak Eraydın con il punteggio di 6–2, 6–4

### Doppio
Tadeja Majerič /  Conny Perrin hanno battuto in finale  Lu Jiajing /  Lu Jiaxiang con il punteggio di 3–6, 7–5, [10–6]